# Гартверд
Гартверд (нід. Hartwerd) — село в нідерландській провінції Фрисландія. Входить до муніципалітету Південно-Західна Фрисландія.
Його площа становить 5,40км², а населення станом на 2021 рік складало 110 осіб.

## Галерея

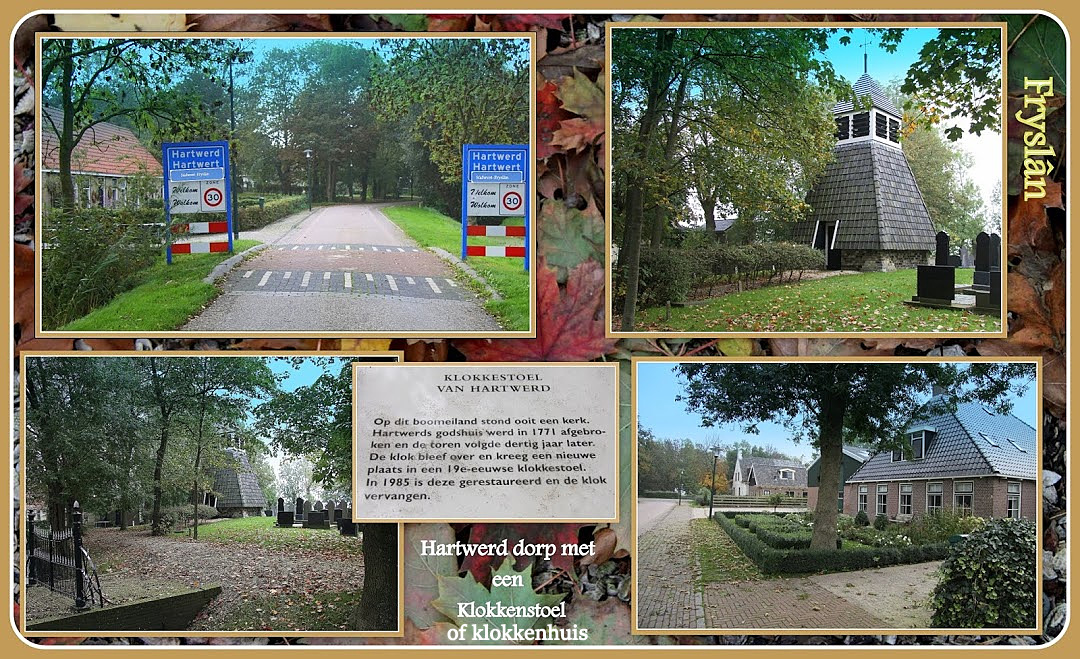
Листівка з видами села
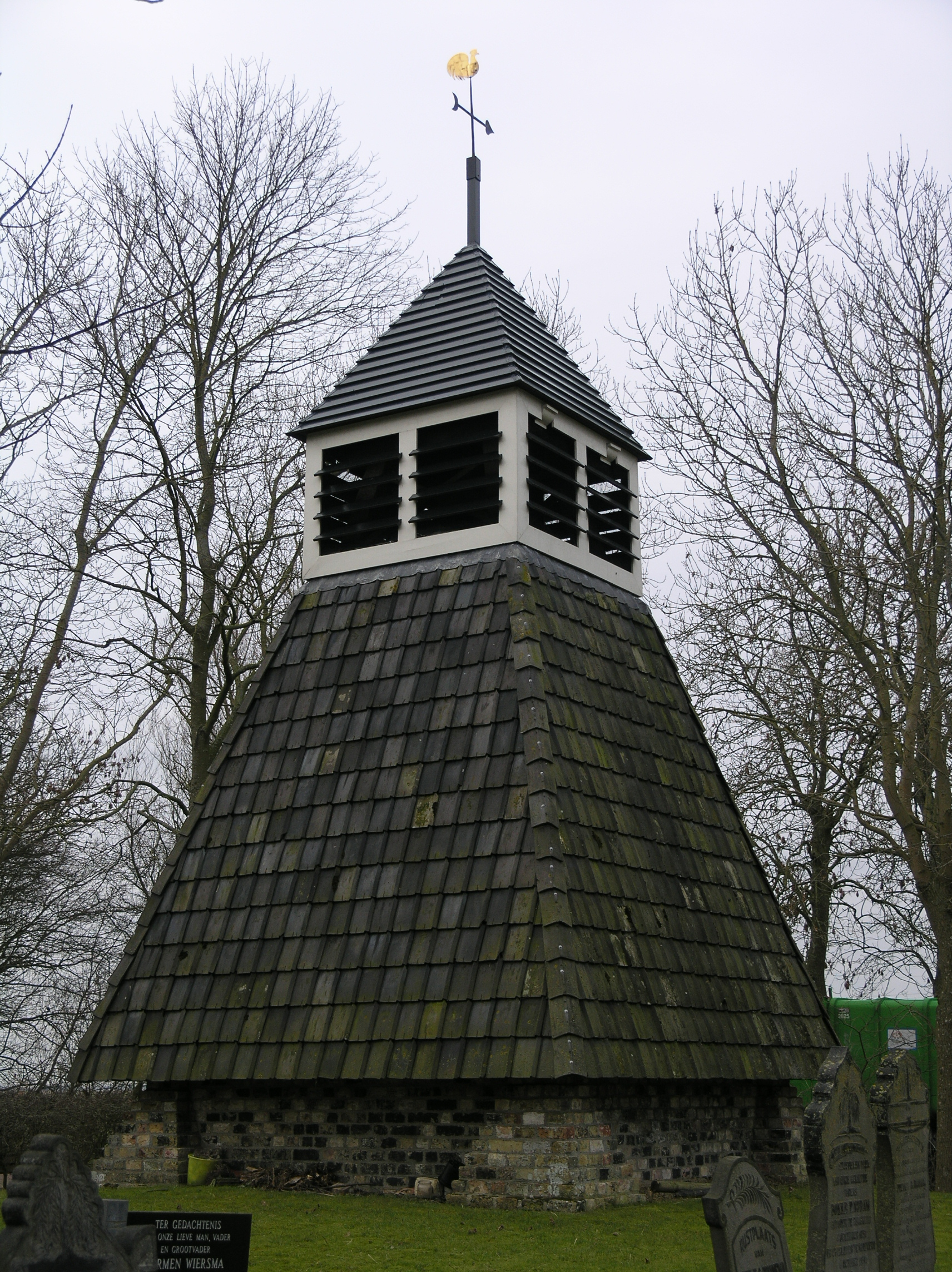
Дзвіниця в Гартверді